# 스퀘어원 (쇼핑 센터)
스퀘어원(SQUARE1)은 인천광역시 연수구 청능대로 210(동춘3동)에 있는 쇼핑 센터로, 2012년 10월 5일 개점하였다. 지하에 홈플러스 연수점이 있고, 인근에 이마트 연수점이 있다. 인천 지하철 1호선 동춘역 인근에 있다.

## 개요
- 개점일: 2012년 10월 5일
- 주소: 인천광역시 연수구 청능대로 210 (동춘3동 926)
- 근처에 동춘역과 이마트 연수점이 위치한다.

## 시설
- 홈플러스 연수점
- 영풍문고 인천스퀘어원점
- CGV 인천연수
- 시코르 스퀘어원 인천점